# Gia Derza
Gia Derza, född 15 december 1998 i Mayfield i Ohio, är en amerikansk porrskådespelare. Hon debuterade i branschen våren 2018 och har fram till 2023 deltagit i drygt 600 inspelningar. Hon tog emot en AVN Award vid både 2022 och 2023 års galor.

## Biografi
Gia Derza föddes och växte upp i Ohio. Under skoltiden spelade hon fotboll. Derza studerade vidare på Kent State University, där hon hösten 2017 inledde kurser i sociologi och kriminologi vid sidan om extraarbete på skolans kafeteria. 2018 avslutade hon dock universitetsstudierna på grund av osäkerhet kring sitt framtida yrkesval.

### Pornografisk karriär
I december 2017 medverkade hon första gången i en amatörporrinspelning, och i mars året därpå debuterade hon i riktiga studioproduktioner. Hon hade börjat titta på pornografi i de tidiga tonåren och var fascinerad av branschen. Att vara naken framför kameran var inget nytt för henne, eftersom hon sedan tonårstiden tagit nakenselfies.
Via den etablerade Abella Danger, som Derza träffade vid en inspelning och sedan tidigare hämtat inspiration ifrån, fick hon kontakt och senare kontrakt med agenturen Spiegler Girls. Därefter har Derza arbetat med studior som Evil Angel, Girlsway och Pure Taboo (båda hos Gamma Entertainment), Bellesa, Brazzers, Jules Jordan Video, Girlfriend Films, Pulse Distribution, Reality Kings och XEmpire. Hon har (fram till tidigt 2024) delat scenen med Abella Danger vid minst fyra tillfällen, och andra kvinnliga skådespelare som Derza återkommande spelat mot är Alexis Tae (tio gånger), Paige Owens (11), Scarlit Scandal (12) och Vanna Bardot (12). Vad gäller manliga skådespelare har hon bland annat spelat mot Isaiah Maxwell (14), Markus Dupree (24), Mick Blue (16), Mike Adriano (22) och Ramon Nomar (14).
Under karriären har Gia Derza fram till tidigt 2024 deltagit i inspelningar av drygt 600 scener. Vid samma tidpunkt hade hennes videor visats knappt 400 miljoner gånger på Pornhub och knappt 700 miljoner gånger hos konkurrenten XVideos.

### Stil och senare år
Den kortvuxna (165 cm) Derza har nischat sig till att fokusera på sin framträdande rumpa. 2019 belönades hon som "New Starlet of the Year" vid det årets XRCO Awards-gala, och hon fick under motsvarande gala både 2021 och 2022 ta emot priset i klassen "Superslut". 2022 vann hon pris för "Best Lesbian Group Sex Scene!" vid AVN Awards-galan, och året efter tog hon hem AVN-priset för "Best Double Penetration Sex Scene".
Efter många akrobatiska övningar vid inspelningar har hon sökt behandling för olika sorters värk- och ryggproblem. Hon har behandlats kiropraktiskt efter förskjutning av kotor i ländryggen.
I början av 2023 meddelade Derza via sociala medier att hon planerade att träda tillbaka från den pornografiska filmbranschen. I slutet av året var hon dock fortsatt aktiv i marknadsföringen av material inspelat via studior eller i egen regi och distribuerat via Onlyfans eller Manyvids. Efter tiden hos Spiegler Girls marknadsförde Derza sig tidigt 2024 i egen regi.

## Utmärkelser (urval)[5]
- 2019 – XRCO Award som New Starlet of the Year
- 2021 & 2022 – XRCO Award som Superslut
- 2022 – AVN Award för Best Lesbian Group Sex Scene (WLT S01E04: Saying Goodbye)
- 2023 – AVN Award för Best Double Penetration Sex Scene (GIA)